# Гомоновка (платформа)
Го́моновка (бел. Го́манаўка) — остановочный пункт грузо-пассажирских поездов, расположенный на неэлектрифицированной железнодорожной ветке Верейцы — Гродзянка линии Минск — Осиповичи в Осиповичском районе, Могилёвская область, Беларусь.
Расположен между остановочными пунктами Осово и Уборок.
По состоянию на 2020 год грузо-пассажирские перевозки с высадкой на остановочном пункте выполняются ежедневно два раза в день тепловозом М62 по маршруту Осиповичи I — Гродзянка. Примерное время в пути со всеми остановками от станции Осиповичи I (начало полного маршрута) — 1 час 2 минуты, от станции Верейцы — 37 минут, от станции Гродзянка — 27 минут.
Ближайшие населённые пункты — деревни Жуковка и Кричевец — расположены примерно в 1,2 и 1,5 км юго-восточнее и восточнее платформы соответственно. Деревня Гомоновка находится около 2,5 км на запад от платформы.